# サターン主演女優賞
サターン主演女優賞（サターンしゅえんじょゆうしょう、Saturn Award for Best Actress）は、サターン賞の部門の一つ。映画部門は第3回（1975年度）より、テレビ部門は第23回（1996年度）より設置された。

## 各年の結果

### 映画
第5回のみ、ジャンル別に3部門に細分化された。

#### 1970年代
- 1975年度（第3回）：キャサリン・ロス 『ステップフォードの妻たち』
- 1976年度（第4回）：ブライス・ダナー 『未来世界』
- 1977年度（第5回）：
  - SF：キャリー・フィッシャー 『スター・ウォーズ エピソード4/新たなる希望』
  - ホラー：ジョディ・フォスター 『白い家の少女』
  - ファンタジー：テリー・ガー 『オー!ゴッド』
- 1978年度（第6回）：マーゴット・キダー 『スーパーマン』
- 1979年度（第7回）：メアリー・スティーンバージェン 『タイム・アフター・タイム』

#### 1980年代
- 1980年度（第8回）：アンジー・ディキンソン 『殺しのドレス』
- 1981年度（第9回）：カレン・アレン 『レイダース/失われたアーク《聖櫃》』
- 1982年度（第10回）：サンダール・バーグマン 『コナン・ザ・グレート』
- 1983年度（第11回）：ルイーズ・フレッチャー 『ブレインストーム』
- 1984年度（第12回）：ダリル・ハンナ 『スプラッシュ』
- 1985年度（第13回）：コーラル・ブラウン 『ドリームチャイルド』
- 1986年度（第14回）：シガニー・ウィーバー 『エイリアン2』
- 1987年度（第15回）：ジェシカ・タンディ 『ニューヨーク東8番街の奇跡』
- 1988年度（第16回）：キャサリン・ヒックス 『チャイルド・プレイ』
- 1989・90年度（第17回）：デミ・ムーア 『ゴースト/ニューヨークの幻』

#### 1990年代
- 1991年度（第18回）：リンダ・ハミルトン 『ターミネーター2』
- 1992年度（第19回）：ヴァージニア・マドセン 『キャンディマン』
- 1993年度（第20回）：アンディ・マクダウェル 『恋はデジャ・ブ』
- 1994年度（第21回）：サンドラ・ブロック 『スピード』、ジェイミー・リー・カーティス - 『トゥルーライズ』
- 1995年度（第22回）：アンジェラ・バセット 『ストレンジ・デイズ/1999年12月31日』
- 1996年度（第23回）：ネーヴ・キャンベル 『スクリーム』
- 1997年度（第24回）：ジョディ・フォスター 『コンタクト』
- 1998年度（第25回）：ドリュー・バリモア 『エバー・アフター』
- 1999年度（第26回）：クリスティーナ・リッチ 『スリーピー・ホロウ』

#### 2000年代
- 2000年度（第27回）：ティア・レオーニ 『天使のくれた時間』
- 2001年度（第28回）：ニコール・キッドマン 『アザーズ』
- 2002年度（第29回）：ナオミ・ワッツ 『ザ・リング』
- 2003年度（第30回）：ユマ・サーマン 『キル・ビル Vol.1』
- 2004年度（第31回）：ブランチャード・ライアン 『オープン・ウォーター』
- 2005年度（第32回）：ナオミ・ワッツ 『キング・コング』
- 2006年度（第33回）：ナタリー・ポートマン 『Vフォー・ヴェンデッタ』
- 2007年度（第34回）：エイミー・アダムス 『魔法にかけられて』
- 2008年度（第35回）：アンジェリーナ・ジョリー 『チェンジリング』
- 2009年度（第36回）：ゾーイ・サルダナ 『アバター』

#### 2010年代
- 2010年度（第37回）：ナタリー・ポートマン 『ブラック・スワン』
- 2011年度（第38回）：キルスティン・ダンスト 『メランコリア』
- 2012年度（第39回）：ジェニファー・ローレンス 『ハンガー・ゲーム』
- 2013年度（第40回）：サンドラ・ブロック 『ゼロ・グラビティ』
- 2014年度（第41回）：ロザムンド・パイク 『ゴーン・ガール』
- 2015年度（第42回）：シャーリーズ・セロン 『マッドマックス 怒りのデス・ロード』

### テレビ

#### 1990年代
- 1996年度（第23回）：ジリアン・アンダーソン 『Xファイル』
- 1997年度（第24回）：ケイト・マルグルー 『スタートレック:ヴォイジャー』
- 1998年度（第25回）：サラ・ミシェル・ゲラー 『バフィー 〜恋する十字架〜』
- 1999年度（第26回）：マーガレット・コリン 『Now and Again』

#### 2000年代
- 2000年度（第27回）：ジェシカ・アルバ 『ダークエンジェル』
- 2001年度（第28回）：ヤンシー・バトラー 『ウィッチブレイド』
- 2002年度（第29回）：ジェニファー・ガーナー 『エイリアス』
- 2003年度（第30回）：アンバー・タンブリン 『Joan of Arcadia』
- 2004年度（第31回）：クラウディア・ブラック（英語版） 『ファースケープ』
- 2005年度（第32回）：クリスティン・ベル 『ヴェロニカ・マーズ』
- 2006年度（第33回）：ジェニファー・ラブ・ヒューイット 『ゴースト 〜天国からのささやき』
- 2007年度（第34回）：ジェニファー・ラブ・ヒューイット 『ゴースト 〜天国からのささやき』
- 2008年度（第35回）：メアリー・マクドネル 『GALACTICA/ギャラクティカ』
- 2009年度（第36回）：アナ・トーヴ 『FRINGE』

#### 2010年代
- 2010年度（第37回）：アナ・トーヴ 『FRINGE』
- 2011年度（第38回）：アナ・トーヴ 『FRINGE』
- 2012年度（第39回）：アナ・トーヴ 『FRINGE』
- 2013年度（第40回）：ヴェラ・ファーミガ 『ベイツ・モーテル』
- 2014年度（第41回）：カトリーナ・バルフ 『アウトランダー』
- 2015年度（第42回）：カトリーナ・バルフ 『アウトランダー』
- 2016年度（第43回）：メアリー・エリザベス・ウィンステッド 『10 クローバーフィールド・レーン』